# Giáo phận Bà Rịa
Giáo phận Bà Rịa (tiếng Latin: Dioecesis Barianensis) là một giáo phận Công giáo tại Việt Nam.
Giáo phận này có địa giới trùng với địa giới hành chính của 30 xã, phường, đặc khu ở phía đông nam Thành phố Hồ Chí Minh với diện tích 1.975 km², số giáo dân Công giáo là 265.040 người (chiếm 22,8% dân số) trên tổng số 1.162.325 người trên địa bàn.
Quản lý giáo phận là Giám mục chính tòa Emmanuel Nguyễn Hồng Sơn (từ 2017).

## Lịch sử
Mặc dù là giáo phận trẻ tại Việt Nam, được công bố thành lập ngày 22 tháng 11 năm 2005 bởi Tự sắc Ad Aptius Consulendum của Giáo hoàng Biển Đức XVI, tách ra từ Giáo phận Xuân Lộc, nhưng lịch sử giáo phận được xem là bắt nguồn từ thế kỷ 17. Theo ghi nhận của các thừa sai dòng Tên, vào năm 1670, ở Xích Lam (Đất Đỏ), gần Bà Rịa đã có gần 300 gia đình Công giáo. Theo báo cáo của Giám mục M. Labbé, năm 1670, "miền Đồng Nai có ít nhất trên 2,000 giáo dân". Theo linh mục Adrien Launay, vào năm 1747, vùng Đồng Nai có các cộng đồng giáo dân ở Ben-go (Bến Gỗ), R. Dou-nai (Đồng Nai), Da-lua (Đá lửa ?) Ke-tat (Cái Tắt / Cái Tắc ?) Dou-mon (Đồng Môn ?), R. Moxoai (Mô Xoài), Ba-ria (Bà Rịa), Nui-nua (Núi Nứa) và Đất Đỏ, do các thừa sai MEP và dòng Tên coi sóc.

## Các giáo hạt và giáo xứ
Địa giới giáo phận phía Đông giáp Giáo phận Phan Thiết, Tây giáp Tổng giáo phận Thành phố Hồ Chí Minh; Nam giáp Biển Đông; Bắc giáp Giáo phận Xuân Lộc; gồm 5 hạt với 75 giáo xứ và 9 giáo họ biệt lập.

### Giáo hạt Bà Rịa
| Địa giới          | Giáo xứ          | Giáo xứ                                                                        | Tước hiệu (Lễ kính bổn mạng)                    |
| ----------------- | ---------------- | ------------------------------------------------------------------------------ | ----------------------------------------------- |
| Phường Bà Rịa     | Chính tòa Bà Rịa | Năm thành lập: 1861 Địa chỉ: 227 Cách Mạng Tháng Tám                           | Thánh Giacôbê và Philípphê Tông đồ (Ngày 03/05) |
| Phường Bà Rịa     | Dũng Lạc         | Năm thành lập: 1956 Địa chỉ: Khu phố 3                                         | Thánh Anrê Dũng Lạc (Ngày 24/11)                |
| Phường Bà Rịa     | Long Kiên        | Năm thành lập: 1956 Địa chỉ: Khu phố 6                                         | Đức Mẹ vô nhiễm nguyên tội (Ngày 08/12)         |
| Phường Bà Rịa     | Long Tâm         | Năm thành lập: 1961 Địa chỉ: Đường Trương Hán Siêu, khu phố 3                  | Chúa Kitô Vua vũ trụ (Lễ Chúa Kitô Vua vũ trụ)  |
| Phường Bà Rịa     | Long Toàn        | Năm thành lập: 1968 Địa chỉ: 533A Điện Biên Phủ                                | Thánh Giuse (Ngày 19/03)                        |
| Phường Bà Rịa     | Thủ Lựu          | Năm thành lập: 1954 Địa chỉ: 20 Hà Huy Tập, khu phố 2                          | Thánh Phêrô Tông đồ và Phaolô (Ngày 29/06)      |
| Phường Long Hương | Phước Tân        | Năm thành lập: 1990 (giáo họ), 2009 (giáo xứ) Địa chỉ: Đường Lê Trọng Tấn      | Chúa Kitô Vua vũ trụ (Lễ Chúa Kitô Vua vũ trụ)  |
| Xã Đất Đỏ         | Đất Đỏ           | Năm thành lập: 1861 Địa chỉ: Khu phố Thanh Long                                | Thánh tâm Chúa Giêsu (Lễ Thánh tâm Chúa Giêsu)  |
| Xã Đất Đỏ         | Long Tân         | Năm thành lập: 1883 (họ đạo), 2019 (giáo xứ) Địa chỉ: Tỉnh lộ 52, ấp Tân Hiệp  | Chúa Kitô Vua vũ trụ (Lễ Chúa Kitô Vua vũ trụ)  |
| Xã Đất Đỏ         | Thanh An         | Năm thành lập: 2019 Địa chỉ: Quốc lộ 55                                        | Đức Mẹ hồn xác về trời (Ngày 15/08)             |
| Xã Long Hải       | Hải Lâm          | Năm thành lập: 2001 (giáo họ), 2004 (giáo xứ) Địa chỉ: Tỉnh lộ 44A, ấp Hải Lâm | Thánh Giuse (Ngày 19/03)                        |
| Xã Long Hải       | Long Hải         | Năm thành lập: 2001 (giáo họ), 2006 (giáo xứ) Địa chỉ: Tỉnh lộ 44A             | Đức Mẹ vô nhiễm nguyên tội (Ngày 08/12)         |
| Xã Long Hải       | Phước Bình       | Năm thành lập: 1970 Địa chỉ: Ấp Phước Bình                                     | Thánh Phanxicô Xaviê (Ngày 03/12)               |
| Xã Long Hải       | Phước Hưng       | Năm thành lập: 2017 (giáo họ), 2020 (giáo xứ) Địa chỉ: Ấp Tân Lâm              | Đức Mẹ Mân Côi (Ngày 07/10)                     |
| Xã Long Hải       | Phước Lâm        | Năm thành lập: 1965 Địa chỉ: Ấp Phước Lâm                                      | Chúa Kitô Vua vũ trụ (Lễ Chúa Kitô Vua vũ trụ)  |
| Xã Long Hải       | Phước Thái       | Năm thành lập: 2023 Địa chỉ: Ấp Phước Thái                                     |                                                 |
| Xã Long Hải       | Phước Tỉnh       | Năm thành lập: 1954 Địa chỉ: Ấp Phước Hiệp                                     | Thánh Phêrô Tông đồ (Ngày 29/06)                |
| Xã Long Hải       | Tân Phước        | Năm thành lập: 1955 Địa chỉ: Ấp Tân Phước                                      | Thánh Giuse Lao động (Ngày 01/05)               |
| Xã Long Điền      | Long Điền        | Năm thành lập: 2009 Địa chỉ: Số 2 Nguyễn Thị Đẹp                               | Thánh Mátthêu Lê Văn Gẫm (Ngày 11/05)           |
| Xã Long Điền      | Tam Phước        | Năm thành lập: 2025 Địa chỉ: Đường An Ngãi - Long Điền                         |                                                 |
| Xã Phước Hải      | Phước Hải        | Năm thành lập: 2000 (giáo họ), 2018 (giáo xứ) Địa chỉ: Khu phố Hải An          | Thánh Phêrô Tông đồ và Phaolô (Ngày 29/06)      |
| Đặc khu Côn Đảo   | Họ đạo Côn Sơn   | Năm thành lập: 1954 Địa chỉ: Đường Huỳnh Thúc Kháng                            | Thánh Phêrô Tông đồ và Phaolô (Ngày 29/06)      |

### Giáo hạt Long Hương
| Địa giới          | Giáo xứ     | Giáo xứ                                                                 | Bổn mạng (Lễ kính bổn mạng)                |
| ----------------- | ----------- | ----------------------------------------------------------------------- | ------------------------------------------ |
| Phường Long Hương | Long Hương  | Năm thành lập: 1955 Địa chỉ: Quốc lộ 51, khu phố Núi Dinh               | Đức Mẹ vô nhiễm nguyên tội (Ngày 08/12)    |
| Phường Long Hương | Kim Hải     | Năm thành lập: 1972 Địa chỉ: Quốc lộ 51, khu phố Kim Hải                | Thánh Giuse (Ngày 19/03)                   |
| Xã Châu Pha       | Châu Pha    | Năm thành lập: 1983 (giáo họ), 2006 (giáo xứ) Địa chỉ: Ấp Tân Ninh      | Thánh gia thất (Lễ Thánh gia thất)         |
| Xã Châu Pha       | Xuân Hà     | Năm thành lập: 1990 Địa chỉ: Đường Hắc Dịch, ấp 1                       | Thánh Đa Minh (Ngày 08/08)                 |
| Phường Tân Hải    | Đông Hải    | Năm thành lập: 2012 (giáo họ), 2018 (giáo xứ) Địa chỉ: Khu phố Đông Hải | Thánh gia thất (Lễ Thánh gia thất)         |
| Phường Tân Hải    | Chu Hải     | Năm thành lập: 1956 Địa chỉ: Quốc lộ 51                                 | Thánh Tôma Tông đồ (Ngày 03/07)            |
| Phường Tân Hải    | Láng Cát    | Năm thành lập: 1954 Địa chỉ: Quốc lộ 51, Khu phố Láng Cát               | Thánh Giuse Lao động (Ngày 01/05)          |
| Phường Tân Phước  | Hải Sơn     | Năm thành lập: 1974 Địa chỉ: Quốc lộ 51, khu phố Hải Sơn                | Thánh Vinh Sơn Ferrier (Ngày 05/04)        |
| Phường Tân Phước  | Lam Sơn     | Năm thành lập: 1971 Địa chỉ: Quốc lộ 51, khu phố Lam Sơn                | Thánh Giuse (Ngày 19/03)                   |
| Phường Tân Phước  | Phước Lộc   | Năm thành lập: 1955 Địa chỉ: Quốc lộ 51, khu phố Phước Lộc              | Thánh Giuse (Ngày 19/03)                   |
| Phường Tân Phước  | Song Vĩnh   | Năm thành lập: 1989 Địa chỉ: Quốc lộ 51, khu phố Song Vĩnh              | Thánh Antôn thành Padova (Ngày 13/06)      |
| Phường Phú Mỹ     | Ngọc Hà     | Năm thành lập: 1975 Địa chỉ: Khu phố Ngọc Hà                            | Thánh Phêrô Tông đồ và Phaolô (Ngày 29/06) |
| Phường Phú Mỹ     | Phú Hà      | Năm thành lập: 1973 Địa chỉ: Khu phố Phước Lập                          | Thánh Phanxicô Xaviê (Ngày 03/12)          |
| Phường Phú Mỹ     | Thanh Phong | Năm thành lập: 1974 Địa chỉ: Khu phố Mỹ Thạnh                           | Thánh Antôn thành Padova (Ngày 13/06)      |
| Phường Tân Thành  | Xuân Ngọc   | Năm thành lập: 1982 Địa chỉ: Đường Mỹ Xuân-Ngãi Giao, khu phố Trảng Cát | Thánh Giuse Lao động (Ngày 01/05)          |

### Giáo hạt Bình Giã
| Địa giới       | Giáo xứ                   | Giáo xứ                                                                                                   | Bổn mạng (Lễ kính bổn mạng)                     |
| -------------- | ------------------------- | --- | ----------------------------------------------- |
| Xã Ngãi Giao   | Bình Ba                   | Năm thành lập: 1941 Địa chỉ: Ấp Bình Đức, xã Bình Ba                                                      | Chúa Kitô Vua vũ trụ (Lễ Chúa Kitô Vua vũ trụ)  |
| Xã Ngãi Giao   | Đức Mỹ                    | Năm thành lập: 1980 (giáo họ), 2009 (giáo xứ) Địa chỉ: Ấp Đức Mỹ, xã Suối Nghệ                            | Đức Mẹ vô nhiễm nguyên tội (Ngày 08/12)         |
| Xã Ngãi Giao   | Ngãi Giao                 | Năm thành lập: 1992 (giáo họ), 2006 (giáo xứ) Địa chỉ: 209 Hùng Vương, thị trấn Ngãi Giao                 | Đức Mẹ La Vang (Ngày 31/05)                     |
| Xã Ngãi Giao   | Quảng Nghệ                | Năm thành lập: 1972 Địa chỉ: Ấp Trung Sơn, xã Suối Nghệ                                                   | Thánh Giuse (Ngày 19/03)                        |
| Xã Châu Đức    | Đồng Tiến                 | Năm thành lập: 1980 (giáo họ), 2013 (giáo xứ) Địa chỉ: Ấp Đồng Tiến, xã Cù Bị                             | Thánh tâm Chúa Giêsu (Lễ Thánh tâm Chúa Giêsu)  |
| Xã Châu Đức    | Đức Hiệp                  | Năm thành lập: 1988 (giáo họ), 1998 (giáo xứ) Địa chỉ: Ấp Liên Hiệp, xã Xà Bang                           | Đức Mẹ vô nhiễm nguyên tội (Ngày 08/12)         |
| Xã Châu Đức    | Mai Khôi                  | Năm thành lập: 1988 Địa chỉ: Ấp Việt Cường, xã Cù Bị                                                      | Đức Mẹ Mân Côi (Ngày 07/10)                     |
| Xã Châu Đức    | Phước Chí                 | Năm thành lập: 1983 (giáo họ), 2018 (giáo xứ) Địa chỉ: Thôn Phước Chí, xã Cù Bị                           | Đức Mẹ vô nhiễm nguyên tội (Ngày 08/12)         |
| Xã Châu Đức    | Thiện Phước               | Năm thành lập: 1988 (giáo họ), 2006 (giáo xứ) Địa chỉ: Ấp Xà Bang 2, xã Xà Bang                           | Thánh Giuse Lao động (Ngày 01/05)               |
| Xã Nghĩa Thành | Hữu Phước                 | Năm thành lập: 1974 Địa chỉ: Ấp Vinh Sơn, xã Nghĩa Thành                                                  | Chúa Kitô Vua vũ trụ (Lễ Chúa Kitô Vua vũ trụ)  |
| Xã Kim Long    | Kim Long                  | Năm thành lập: 1990 (giáo họ), 2006 (giáo xứ) Địa chỉ: Quốc lộ 56, thị trấn Kim Long                      | Đức Mẹ hồn xác về trời (Ngày 15/08)             |
| Xã Kim Long    | Giáo họ biệt lập Phước Ân | Năm thành lập: 1991 Địa chỉ: Ấp Sông Xoài 2, xã Láng Lớn                                                  | Chúa Thánh Thần (Lễ Chúa Thánh Thần Hiện Xuống) |
| Xã Bình Giã    | Quảng Thành               | Năm thành lập: 1981 (giáo họ), 1990 (giáo xứ) Địa chỉ: Đường Kim Long, Quảng Thành, xã Quảng Thành        | Thánh Giuse (Ngày 19/03)                        |
| Xã Bình Giã    | Vinh Châu                 | Năm thành lập: 1955 Địa chỉ: Đường Ngãi Giao, Hòa Bình, ấp Nghi Lộc, xã Bình Giã                          | Thánh Giuse (Ngày 19/03)                        |
| Xã Bình Giã    | Vinh Hà                   | Năm thành lập: 1955 Địa chỉ: Đường Ngãi Giao, Hòa Bình, ấp Vĩnh An, xã Bình Giã                           | Đức Mẹ hồn xác về trời (Ngày 15/08)             |
| Xã Bình Giã    | Vinh Trung                | Năm thành lập: 1955 Địa chỉ: Đường Ngãi Giao, Hòa Bình, thôn 3, xã Bình Trung                             | Thánh tâm Chúa Giêsu (Lễ Thánh tâm Chúa Giêsu)  |
| Xã Xuân Sơn    | Sơn Bình                  | Năm thành lập: 1980 (giáo họ), 2005 (giáo xứ) Địa chỉ: Đường Ngãi Giao, Hòa Bình, xã Sơn Bình             | Thánh Gioan Baotixita (Ngày 24/06)              |
| Xã Xuân Sơn    | Sơn Hòa                   | Năm thành lập: 2008 (giáo họ), 2013 (giáo xứ) Địa chỉ: Ấp Sơn Hòa, xã Xuân Sơn                            | Đức Maria Trinh nữ vương (Ngày 22/08)           |
| Xã Xuân Sơn    | Suối Rao                  | Năm thành lập: 2009 (giáo họ), 2015 (giáo xứ) Địa chỉ: Đường Xuân Sơn, Đá Bạc, ấp 4, xã Suối Rao          | Thánh Giuse (Ngày 19/03)                        |
| Xã Xuân Sơn    | Tân Bình                  | Năm thành lập: 1978 (giáo họ), 2017 (giáo xứ) Địa chỉ: Đường Ngãi Giao-Hòa Bình, ấp Tân Bình, xã Sơn Bình | Đức Mẹ Mân Côi (Ngày /07/10)                    |
| Xã Xuân Sơn    | Xuân Sơn                  | Năm thành lập: 2008 (giáo họ), 2013 (giáo xứ) Địa chỉ: Thôn Tân Xuân, xã Xuân Sơn                         | Chúa Kitô Vua vũ trụ (Lễ Chúa Kitô Vua vũ trụ)  |
| Xã Xuân Sơn    | Xuân Trường               | Năm thành lập: 2008 (GHBL), 2019 (giáo xứ) Địa chỉ: Ấp Xuân Trường, xã Sơn Bình                           | Đức Mẹ hồn xác về trời (Ngày 15/08)             |
| Xã Nghĩa Thành | Đá Bạc                    | Năm thành lập: 2013 (giáo họ), 2019 (giáo xứ) Địa chỉ: xã Đá Bạc                                          |                                                 |

### Giáo hạt Vũng Tàu
| Địa giới           | Giáo xứ     | Giáo xứ                                                                  | Bổn mạng (Lễ kính bổn mạng)                |
| ------------------ | ----------- | ------------------------------------------------------------------------ | ------------------------------------------ |
| Phường Vũng Tàu    | Bãi Dâu     | Năm thành lập: 1926 Địa chỉ: 140A Trần Phú, phường 5                     | Đức Maria Mẹ Thiên Chúa (Ngày 01/01)       |
| Phường Vũng Tàu    | Bến Đá      | Năm thành lập: 1958 Địa chỉ: 456 Trần Phú, phường 5                      | Đức Mẹ hồn xác về trời (Ngày 15/08)        |
| Phường Vũng Tàu    | Sao Mai     | Năm thành lập: 1965 Địa chỉ: 268/16 Trần Phú, phường 5                   | Đức Maria Mẹ Thiên Chúa (Ngày 01/01)       |
| Phường Vũng Tàu    | Vũng Tàu    | Năm thành lập: 1889 Địa chỉ: Số 6 Thống Nhất, phường 1                   | Thánh Giacôbê Tông đồ (Ngày 25/07)         |
| Phường Rạch Dừa    | Đông Xuyên  | Năm thành lập: 1968 Địa chỉ: 757 Đường 30/4, phường Rạch Dừa             | Thánh Giuse (Ngày 19/03)                   |
| Phường Rạch Dừa    | Hải Xuân    | Năm thành lập: 1956 Địa chỉ: 415 Đường 30/4, phường Rạch Dừa             | Đức Mẹ Mân Côi (Ngày 07/10)                |
| Phường Rạch Dừa    | Nam Đồng    | Năm thành lập: 1966 Địa chỉ: 28 Ngô Quyền, phường Rạch Dừa               | Thánh gia thất (Lễ Thánh gia thất)         |
| Phường Rạch Dừa    | Thủy Giang  | Năm thành lập: 1957 Địa chỉ: Số 4 Cao Bá Quát, phường Rạch Dừa           | Thánh Phêrô Tông đồ và Phaolô (Ngày 29/06) |
| Phường Rạch Dừa    | Trung Đồng  | Năm thành lập: 1977 Địa chỉ: 68 Nơ Trang Lơng, phường Rạch Dừa           | Thánh Giuse Lao động (Ngày 01/05)          |
| Phường Tam Thắng   | Hải An      | Năm thành lập: 2006 Địa chỉ: Số 1 Trần Bình Trọng, phường Nguyễn An Ninh | Thánh Gioan Baotixita (Ngày 24/06)         |
| Phường Tam Thắng   | Tân Châu    | Năm thành lập: 1970 Địa chỉ: 139 Phạm Hồng Thái, phường 7                | Đức Mẹ vô nhiễm nguyên tội (Ngày 08/12)    |
| Phường Phước Thắng | Hải Đăng    | Năm thành lập: 1970 Địa chỉ: 109 Phước Thắng, phường 12                  | Đức Mẹ Lộ Đức (Ngày 11/02)                 |
| Phường Phước Thắng | Nam Bình    | Năm thành lập: 1961 Địa chỉ: 1487 Đường 30/4, phường 12                  | Thánh Phêrô Tông đồ (Ngày 29/06)           |
| Phường Phước Thắng | Phước Thành | Năm thành lập: 1955 Địa chỉ: 1202 Đường 30/4, phường 12                  | Thánh Giuse Lao động (Ngày 01/05)          |

### Giáo hạt Xuyên Mộc
| Địa giới     | Giáo xứ                  | Giáo xứ                                                                               | Bổn mạng (Lễ kính bổn mạng)                    |
| ------------ | ------------------------ | ------------------------------------------------------------------------------------- | ---------------------------------------------- |
| Xã Bình Châu | Bình Châu                | Năm thành lập: 1986 (giáo họ), 2006 (giáo xứ) Địa chỉ: Ấp Láng Găng, xã Bình Châu     | Thánh Giuse Lao động (Ngày 01/05)              |
| Xã Bàu Lâm   | Hòa Lâm                  | Năm thành lập: 1998 Địa chỉ: Ấp 3, xã Bàu Lâm                                         | Đức Mẹ hồn xác về trời (Ngày 15/08)            |
| Xã Bàu Lâm   | Giáo họ biệt lập Tân Lâm | Năm thành lập: 28/10/2018 Địa chỉ: Ấp 4B, xã Tân Lâm                                  | Thánh Phanxicô Xaviê (Ngày 03/12)              |
| Xã Xuyên Mộc | Bông Trang               | Năm thành lập: 1976 (giáo họ), 2009 (giáo xứ) Địa chỉ: Ấp Trang Nghiêm, xã Bông Trang | Thánh Anrê Dũng Lạc (Ngày 24/11)               |
| Xã Xuyên Mộc | Hòa An                   | Năm thành lập: 1994 Địa chỉ: Ấp 2, xã Bưng Riềng                                      | Đức Mẹ vô nhiễm nguyên tội (Ngày 08/12)        |
| Xã Xuyên Mộc | Văn Côi – Xuyên Mộc      | Năm thành lập: 1972 Địa chỉ: Ấp Nhân Đức, xã Xuyên Mộc                                | Đức Mẹ Mân Côi (Ngày 07/10)                    |
| Xã Hòa Hội   | Hòa Hội                  | Năm thành lập: 1993 Địa chỉ: Ấp 3, xã Hòa Hội                                         | Đức Mẹ vô nhiễm nguyên tội (Ngày 08/12)        |
| Xã Hòa Hội   | Hòa Xuân                 | Năm thành lập: 1981 Địa chỉ: Ấp 2, xã Hòa Bình                                        | Thánh Giuse Lao động (Ngày 01/05)              |
| Xã Hòa Hội   | Hòa Hưng                 | Năm thành lập: 2019 Địa chỉ: Ấp 3, xã Hòa Hưng                                        | Thành Đaminh (Ngày 08/08)                      |
| Xã Hồ Tràm   | Hòa Phước                | Năm thành lập: 1993 Địa chỉ: 17 Xuyên Phước Cơ, thị trấn Phước Bửu                    | Thánh Giuse Lao động (Ngày 01/05)              |
| Xã Hồ Tràm   | Hòa Sơn                  | Năm thành lập: 1993 (giáo họ), 2012 (giáo xứ) Địa chỉ: Ấp Thạnh Sơn 4, xã Phước Tân   | Chúa Kitô Vua vũ trụ (Lễ Chúa Kitô Vua vũ trụ) |
| Xã Hồ Tràm   | Hòa Tân                  | Năm thành lập: 1986 Địa chỉ: Tỉnh lộ 328, thị trấn Phước Bửu                          | Thánh nữ Têrêsa thành Lisieux (Ngày 01/10)     |
| Xã Hồ Tràm   | Hồ Tràm                  | Năm thành lập: 1993 (giáo họ) - 2013 (giáo xứ) Địa chỉ: Ấp Hồ Tràm, xã Phước Thuận    | Đức Mẹ Mân Côi (Ngày 07/10)                    |
| Xã Hòa Hiệp  | Hòa Thuận                | Năm thành lập: 1980 (giáo họ) - 1990 (giáo xứ) Địa chỉ: Tỉnh lộ 329, ấp Phú Hòa       | Thánh Giuse (Ngày 19/03)                       |
| Xã Hòa Hiệp  | Phú Vinh                 | Năm thành lập: 2020 Địa chỉ: Tỉnh lộ 329, ấp Phú Vinh, xã Hòa Hiệp                    | Thánh gia thất (Lễ Thánh gia thất)             |

1. 1 2 3 4 5 6 7 8  Chúa Nhật 34 Mùa Thường niên (khoảng 4 tuần trước lễ Giáng sinh)
2. ↑  Lễ Thánh tâm Chúa Giêsu thường rơi vào giữa tháng 6
3. 1 2  Lễ Thánh gia thất là Chúa nhật ngay sau lễ Giáng sinh chậm nhất là ngày 31/12
4. ↑  Lễ Chúa Thánh Thần Hiện Xuống là Chúa nhật thứ 8 Mùa Phục Sinh (50 ngày sau Chúa nhật Phục sinh)

## Tổ chức điều hành
- Giám mục chính toà: Emmanuel Nguyễn Hồng Sơn
- Nguyên Giám mục: Tôma Nguyễn Văn Trâm
- Tổng đại diện: Giuse Võ Công Tiến
- Giám đốc Chủng viện Thánh Tôma Hải Sơn: Giuse Đoàn Như Nghĩa
- Chưởng ấn Tòa giám mục: Gioan Baotixita Nguyễn Văn Bộ
- Chánh văn phòng Toà Giám mục: Giuse Nguyễn Công Luận
- Quản Hạt Bà Rịa: Giuse Đặng Cao Trí
- Quản Hạt Vũng Tàu: Matthêu Trần Bảo Long
- Quản Hạt Long Hương: Anphongsô Nguyễn Văn Thế
- Quản Hạt Bình Giã: Phaolô Lê Đình Hùng
- Quản Hạt Xuyên Mộc: Giuse Đinh Phước Đại

## Các Dòng tu trong giáo phận
- Dòng Nam

1. Kitô Vua.
2. Đan viện Xitô Thánh mẫu Phước Sơn.
3. Đan viện Xitô Thánh mẫu Thiên Phước.
4. Chúa Cứu Thế.
5. Phanxico.
6. Đaminh.
7. Saledieng Donbosco.
8. Agustin (O.S.A)
9. Thánh Thể (S.S.S)

- Dòng nữ

1. MTG Cái Mơn.
2. MTG Chợ Quán.
3. MTG Bắc Hải.
4. MTG Gò Vấp.
5. MTG Đà Lạt.
6. Phan Sinh.
7. MTG Bà Rịa.
8. Thánh Phaolô thành Charter.
9. Trinh Vương.
10. Trợ Thế Thánh Tâm.
11. Nữ tỳ Chúa Giê su linh mục.
12. Đan viện nữ Xitô Thánh mẫu Phước Thiện.
13. Đaminh Tam Hiệp.
14. Nữ tử Bác ái Thánh Vinh Sơn.
15. Mân côi

## Các danh địa giáo phận

### Nhà thờ chính tòa và Tòa Giám mục
Nhà thờ Thánh Giacôbê và Thánh Philipphê (còn gọi là Nhà thờ Phước Lễ) là Nhà thờ chính tòa của giáo phận.
Tòa giám mục giáo phận được đặt tại 227 Cách mạng Tháng Tám, P. Bà Rịa.

### Thánh địa hành hương
Đền Thánh Đức Mẹ Bãi Dâu

## Các đời giám mục quản nhiệm
| STT | Tên                      | Thời gian quản nhiệm | Ghi chú                         |
| --- | ------------------------ | -------------------- | ------------------------------- |
| 1   | Tôma Nguyễn Văn Trâm     | 2005–2017            |                                 |
| 2   | Emmanuel Nguyễn Hồng Sơn | 2015–2017 2017–nay   | Giám mục phó Giám mục chính tòa |